# Кехлер
Кехлер, Кирхлер — мужское личное имя, распространено в Южном Дагестане.

## Происхождение
Интересна история происхождения имени. В VII веке арабы сражались с хазарами за овладение городом Дербентом, важнейшим стратегическим пунктом. Сражение длилось пять дней, а на шестой оставшиеся в живых сорок арабских воинов во главе с Салманом ибн Рабиа, сознавая свою обреченность, отчаялись на вылазку и пали в бою. Могилы их, называющиеся Кырхлар — «сорок мучеников», находятся к северу от Дербента и принадлежат к местам паломничества и святым местам.